# Herb gminy Osiek Mały
Herb gminy Osiek Mały – jeden z symboli gminy Osiek Mały, ustanowiony 28 stycznia 2015.

## Wygląd i symbolika
Herb przedstawia na tarczy w polu czerwonym złotą wiązkę zboża ułożoną w kształt litery „U” zakończony sześcioma kłosami, po trzy z każdej strony. Na wiązce położony miecz sztychem do góry. Głownia srebrna, rękojeść złota.